# Phyllodactylus angustidigitus
Phyllodactylus angustidigitus är en ödleart som beskrevs av  Dixon och HUEY 1970. Phyllodactylus angustidigitus ingår i släktet Phyllodactylus och familjen geckoödlor. Inga underarter finns listade i Catalogue of Life.